# Giuseppe Romagnoli
Pour les articles homonymes, voir Romagnoli.
Giuseppe Romagnoli, né le 14 décembre 1872 à Bologne et mort le 7 mars 1966 à Rome, est un médailleur et sculpteur italien, qui signa une grande partie des monnaies italiennes au XXe siècle.

## Biographie
Romagnoli est élève au Collegio Venturoli à Bologne, où il reçoit l'enseignement du peintre Luigi Serra et du décorateur Alfredo Tartarini. Il entre ensuite à l'académie des beaux-arts de Bologne, où il suit les cours d'Enrico Barberi (en), se spécialise en sculpture de modèles destinés à la frappe de médailles. En 1898, il rejoint l'association Æmilia Ars, fondée par Alfonso Rubbiani, spécialisée dans les arts appliqués. La même année, il participe à la grande exposition de Turin (Esposizione generale italiana), puis à plusieurs éditions de la Biennale de Venise. En 1900, il exécute l'une de ses œuvres les plus marquantes, le monument funéraire de la famille Saltarelli située au cimetière monumental de la Chartreuse de Bologne. Il est proche des sculpteurs Ettore Ximenes et Giulio Aristide Sartorio, avec lesquels il collabore à divers projets. En 1902, il participe à la Première exposition internationale d'art décoratif moderne de Turin. En 1905, il fait partie du chantier de restauration de la basilique San Francesco de Bologne. Durant toute cette période bolognaise, il est l'auteur de nombreux autres monuments funéraires, ainsi que de bustes destinés à des monuments publics. Il est aussi le créateur de la Gloria, statue faisant partie du monument à Victor-Emmanuel II (Vittoriano), inauguré en 1911. Il rejoint cette même année l'Accademia di San Luca,. 
De 1909 à 1954, recruté par Luigi Giorgi, Romagnoli dirige l'école des médailleurs (Scuola di Medaglia) rattachée à l'Istituto della Zecca dello Stato, qui est la Monnaie de Rome. Sa signature, « Romagnoli », se trouve ainsi sur une grande partie des monnaies courantes italiennes entre 1920 et 1954, dont les fameuses 50 lires Vulcano et 100 lires Minerva, démonétisées en 1989. Durant les années 1920-1930, sa signature est associée à celle d'Attilio Silvio Motti, graveur général de la Monnaie romaine jusqu'en 1935. Il a également signé des monnaies pour l'Albanie et la Somalie sous tutelle italienne (1950), de nombreuses médailles pour le Vatican, ainsi que des décorations militaires.

## Œuvre

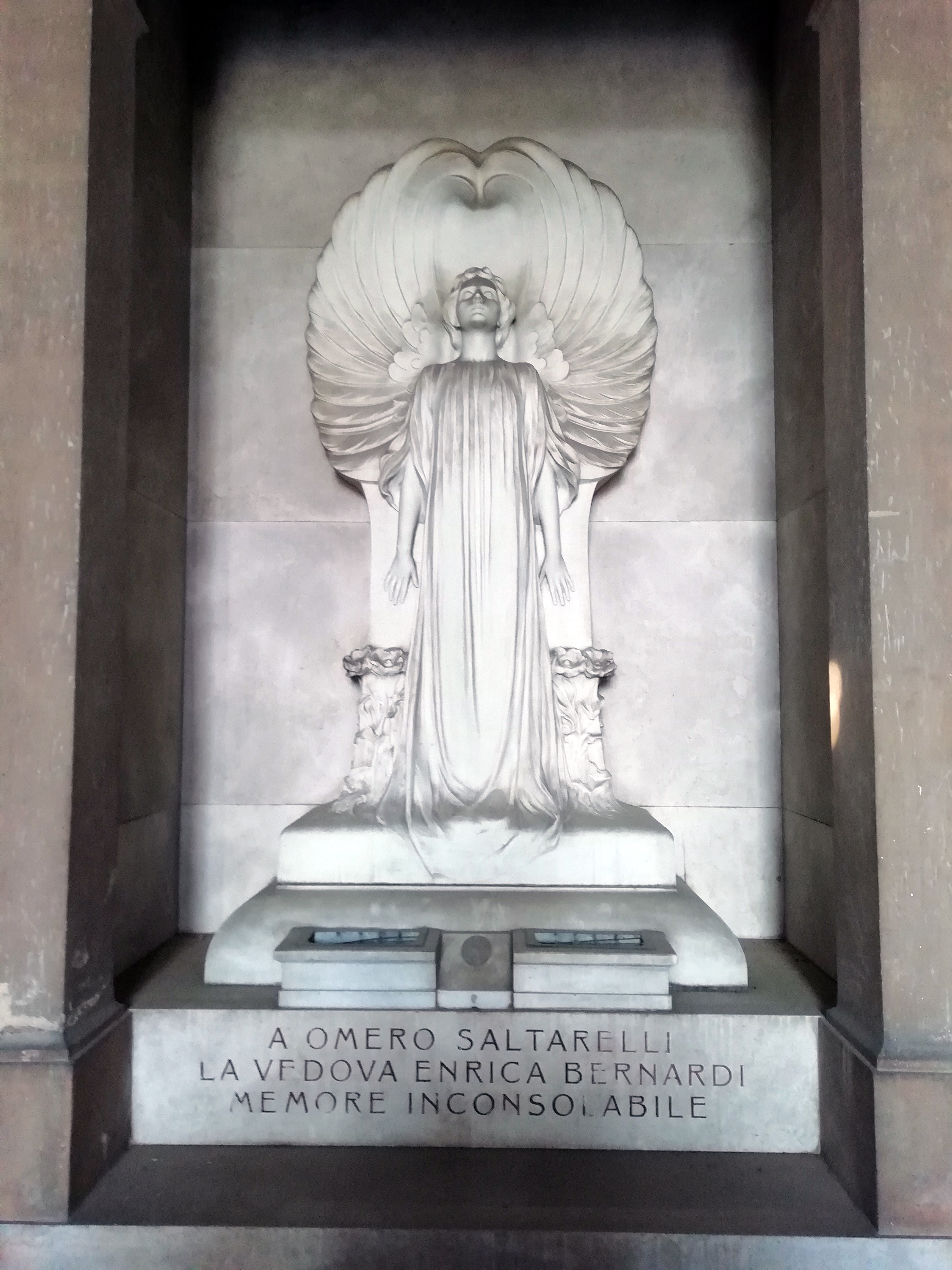
Monument funéraire Saltarelli (Bologne)
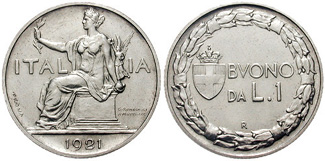
Pièce italienne de nécessité pour 1 lire (1921, nickel) cosignée avec Attilio Motti
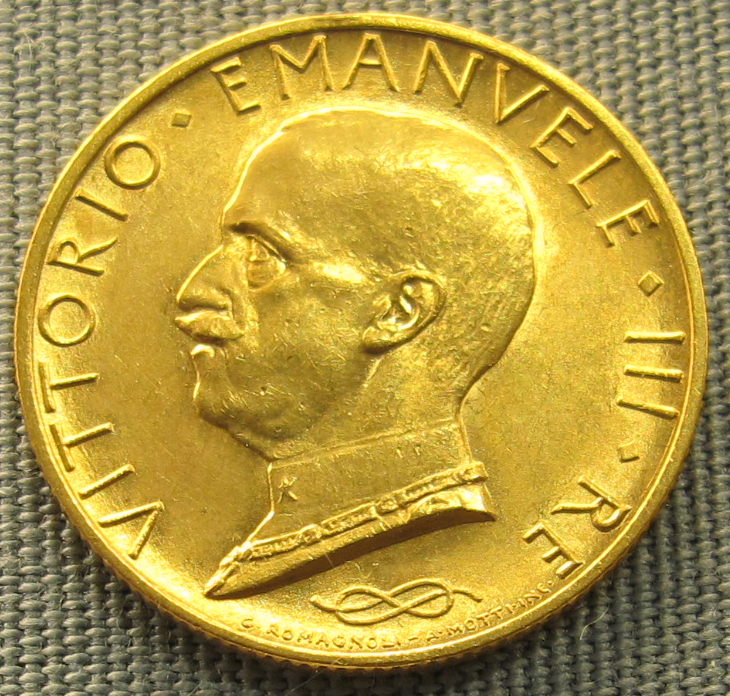
Avers de la pièce de 100 lires italiennes (1931, or)
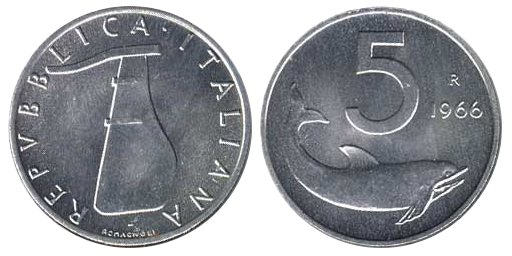
Pièce de 5 lires italiennes (1966, aluminium)